# Mahnar Bazar
Mahnar Bazar é uma cidade e um município no distrito de Vaixali, no estado indiano de Bihar.

## Demografia
Segundo o censo de 2001, Mahnar Bazar tinha uma população de 37.354 habitantes. Os indivíduos do sexo masculino constituem 52% da população e os do sexo feminino 48%. Mahnar Bazar tem uma taxa de literacia de 43%, inferior à média nacional de 59,5%: a literacia no sexo masculino é de 52% e no sexo feminino é de 33%. Em Mahnar Bazar, 20% da população está abaixo dos 6 anos de idade.